# Église Saint-Barthélémy de Grandjean
Pour les articles homonymes, voir Église Saint-Barthélémy.
L'église Saint-Barthélémy est une église catholique située à Grandjean, en France.

## Localisation
L'église est située dans le département français de la Charente-Maritime, sur la commune de Grandjean.

## Protection
L'église Saint-Barthélémy est classée au titre des monuments historiques en 1983.

## Galerie de photos

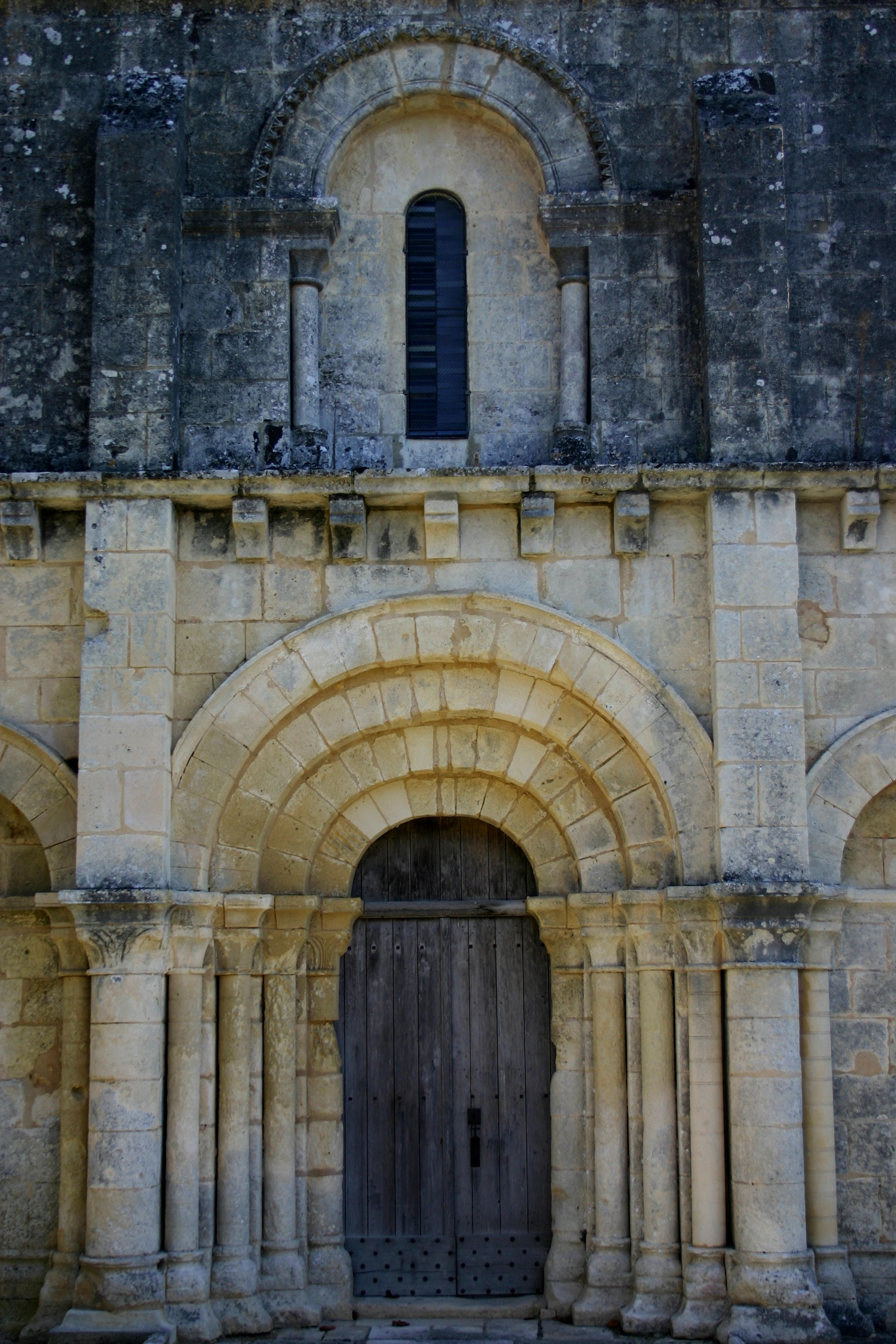
Porche de l'église.
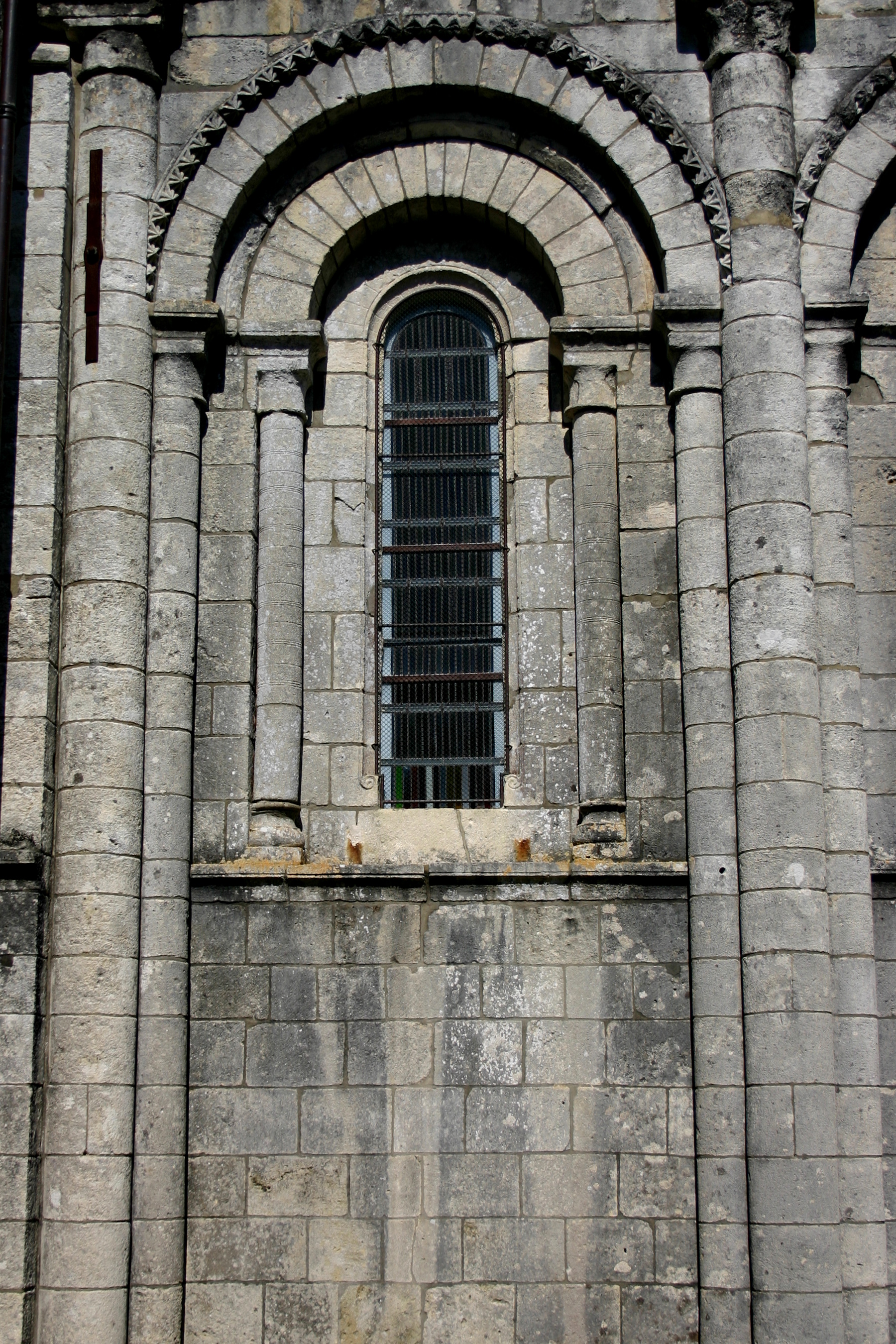
Détail.